# 냄비
냄비는 전 세계에서 사용되는 가장 일반적인 유형의 조리용구 중 하나를 가리키는 일반적인 이름이다. 냄비는 전통적으로 밑국물이나 맑은국을 만드는 데 사용되며, 이는 더 복잡한 레시피를 요리하는 기본이 될 수 있다. 바닥이 평평하고 옆면이 직선이며, 냄비 전체 직경에 해당하는 넓은 입구, 양쪽에 손잡이 두 개, 그리고 윗면에 손잡이가 달린 뚜껑이 있는 넓은 냄비이다.

## 용도
프랑스 요리사 오귀스트 에스코피에는 그의 저서 "현대 요리 가이드"(1907)의 첫 페이지에서 프랑스 요리에서 "밑국물은 요리 구조의 핵심"이라고 언급한다. 밑국물이나 맑은국은 몇 시간 동안 물을 약불에 끓여 고기 조각, 고기 뼈, 생선, 채소와 같은 추가된 음식을 계속 익혀 만든다. 느린 약불 끓임 과정은 맛, 색, 영양분을 물로 전달하여 서로 섞이게 하고, 이로 인해 국물이나 밑국물이라는 새로운 재료가 만들어진다.
고기나 고기 뼈로 만든 국물은 소금, 허브, 향신료를 추가하지 않고도 농축된 맛과 향을 가진 기본을 만든다. 이것이 수프 베이스라고 불리는 것이다. 냄비는 스튜, 죽, 삶은 음식, 찐 조개류 및 기타 여러 종류의 레시피를 요리하는 데에도 사용된다.
냄비는 다용도로 사용할 수 있으므로 많은 요리 목적 및 가끔 요리가 아닌 목적으로도 사용된다. 예를 들어, 큰 냄비는 종종 집에서 옷, 양모 또는 실을 염색하기 위해 삶는 데 사용된다. 반드시 표준 크기로 나오는 것은 아니다. 제조업체는 일반적으로 부피(예: "12리터") 또는 때로는 직경(예: "28cm")으로 냄비 크기를 표시한다.
냄비를 제조하는 가장 일반적인 재료는 스테인리스강, 알루미늄, 구리, 금속 위에 법랑이다. 더 비싼 유형의 냄비는 열전도도를 향상시키기 위해 다른 금속 층으로 만들어진 바닥을 가지고 있다.

## 같이 보기
- 부용
- 맑은국
- 조리용구
- 주방용품
- 밑국물